# Tibère III Apsimar
Vous lisez un « bon article » labellisé en 2025.
Tibère III Apsimar (en grec : Τιβέριος Γʹ Ἀψίμαρος), parfois Tibère II, est un empereur et usurpateur byzantin qui règne de l'été 698 au 21 août 705.
Empereur lors des années de chaos qui s'étendent de 695 à 717, marquées par des coups d'État récurrents et la faiblesse des sources écrites, Tibère III est une personnalité mal connue. Prénommé Apsimar à sa naissance, c'est un officier de la marine byzantine qui se révolte à la suite de l'échec d'une expédition destinée à reprendre Carthage en 697-698. À la tête d'un corps expéditionnaire important, il assiège Constantinople tenue par l'empereur Léonce, lui-même parvenu au pouvoir trois ans plus tôt au terme d'un soulèvement. Tibère finit par s'introduire dans la cité impériale et est couronné empereur à l'été 698.
L'essentiel de son règne n'est connu qu'au travers de la lutte contre les Omeyyades. Abandonnant l'exarchat de Carthage désormais conquis par les Arabes, il obtient quelques succès en Asie mineure mais ne parvient pas à stopper l'expansionnisme musulman, qui consolide son emprise sur l'Arménie. Le reste de l'action impériale de Tibère III est presque inconnu. Finalement, en 704-705, il est confronté à la tentative de retour sur le trône de Justinien II, exilé en Crimée par Léonce en 695. Malgré son alliance avec les Khazars, Tibère III ne peut l'éliminer et Justinien parvient à s'allier au khan des Bulgares Tervel, qui met son armée à sa disposition. Grâce à elle et à la ruse, Justinien II s'empare de Constantinople à l'été 705. Tibère III tente de s'enfuir mais est finalement capturé et exécuté quelques mois plus tard.

## Sources et perspectives modernes
Comme pour plusieurs empereurs byzantins des années dites de Chaos (695-717), les sources écrites sont rares et parfois avares d'informations au sujet de Tibère III. Parmi les chroniques byzantines, les historiens se reposent surtout sur celle de Théophane le Confesseur, qui aborde plus particulièrement la révolte et la chute de Tibère et s'appuie peut-être sur des écrits qui ont désormais disparu. Celle de Nicéphore de Constantinople, dont le contenu est assez proche, est surtout plus brève. Quelques sources extérieures de l'Empire peuvent enrichir la perspective, en particulier le Liber Pontificalis ou l’Histoire des Lombards de Paul Diacre, qui permettent d'appréhender la situation en Italie. Des sources musulmanes peuvent aussi être convoquées pour éclairer sur les relations byzantino-arabes et le rythme des campagnes militaires en Anatolie, en particulier le récit d'Al-Tabari. Plus tardive, la chronique de Michel le Syrien apporte des compléments d'informations, de même que celle de Jean Zonaras.
Les historiens modernes s'attardent peu sur le règne de Tibère III. Georg Ostrogorsky se contente ainsi de souligner qu'il ne fait aucune tentative pour reprendre la province perdue d'Afrique, ouvrant la voie à la conquête musulmane de l'Espagne. Plus largement, le règne de Tibère s'insère dans des années profondément troublées qui conduisent l'Empire à un état de grande fragilité du fait d'une multitude de coups d'État. Michel Kaplan note que cette période où six empereurs se succèdent en vingt-deux ans ressemble à une lente agonie, tandis qu'Anthony Bryer et Judith Herrin soulignent que les empereurs de cette période peinent à imprimer leur marque sur l'histoire. Des historiens comme John Haldon relèvent malgré tout la relative efficacité de certaines des mesures de Tibère, en particulier dans la lutte contre les Omeyyades, sans résultats durables pour autant. De même, dans sa biographie de Justinien II, Peter Crawford s'attarde quelque peu sur Tibère III, tentant de combattre l'impression d'inactivité qui émane de sources lapidaires et souligne les tentatives de l'empereur de remédier à certains maux de l'Empire ou à l'adapter aux nouvelles réalités. Quant à Walter Emil Kaegi, il s'efforce de relativiser la responsabilité de Tibère III dans la perte de l'Afrique, rappelant que celle-ci est déjà conquise à son arrivée sur le trône. Enfin, Constance Head se demande ce qu'aurait pu être la postérité de Tibère III s'il avait eu l'occasion de régner plus longtemps, mettant en valeur ce qu'elle estime être des qualités de gouvernant indéniables.

## Les premières années

### Contexte de l'Empire byzantin

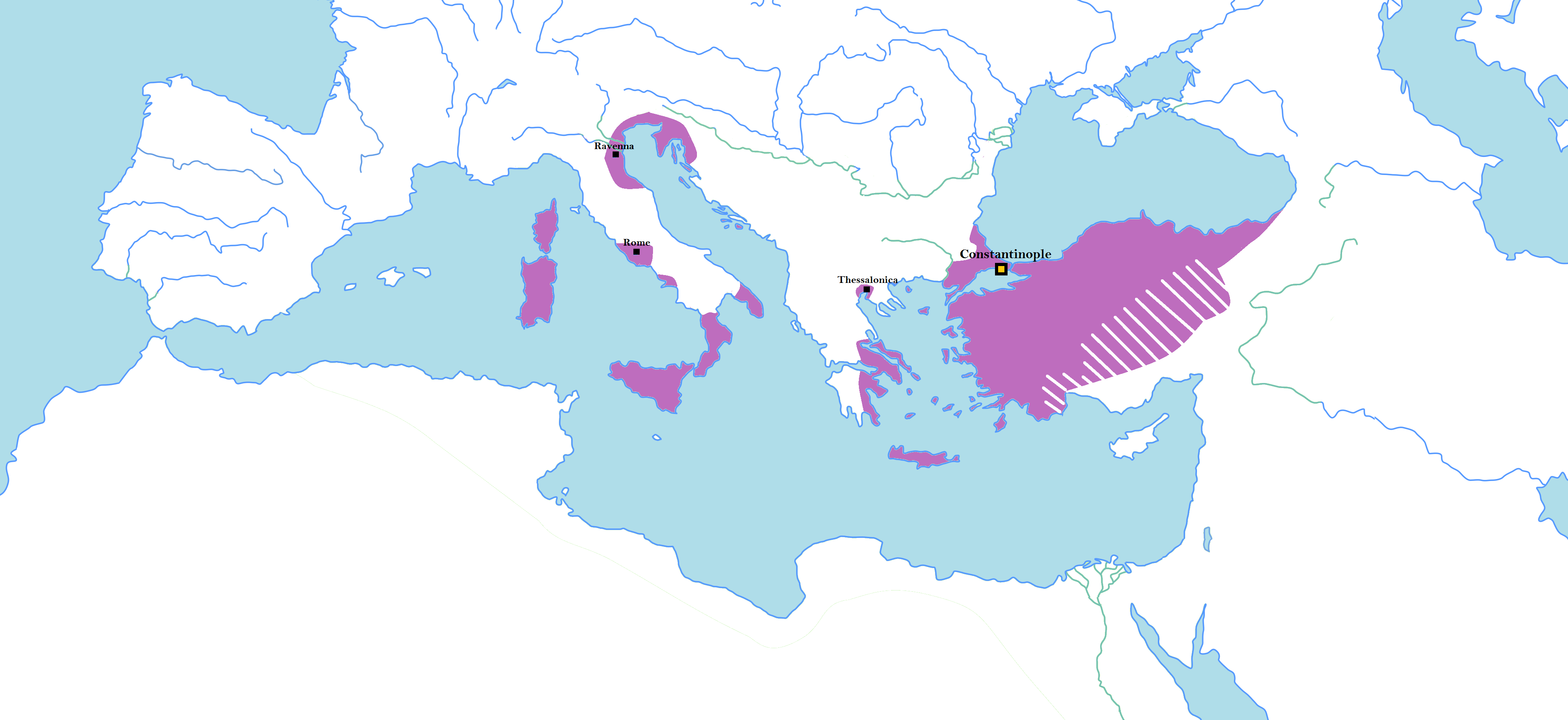
L’Empire byzantin en 717, à la fin des Années de chaos (695-717).

La période de sa vie précédant l’avènement de l’usurpateur Léonce (r. 695–698) est presque totalement inconnue. Les historiens se disputent d'ailleurs sur ses origines. Il est couramment noté, depuis John Bagnell Bury, que son patronyme, « Apsimar », est d'origine germanique mais Anthony Bryer et Judith Herrin plaident pour une origine slave, alors que Leslie Brubaker et John Haldon penchent plutôt pour une origine turque. Ces derniers estiment d'ailleurs que la préférence pour une origine germanique sous-tend souvent l'hypothèse que Tibère serait lié aux unités militaires des Optimates ou de l'Opsikion, alors composés pour partie de Germains, notamment des Goths. De son caractère, rien n'est connu.
Au moment de son accession au trône, il occupe la fonction de drongaire (commandant d’environ 1 000 hommes) dans le corps naval des Cibyrrhéotes, tout juste créé. Plus précisément, il semble commander un contingent de Korykos,. Il est d'ailleurs le seul empereur byzantin avec Romain Ier Lécapène (r. 920–944) à être issu de la marine. Selon le byzantiniste Walter Kaegi, Apsimar aurait remporté diverses victoires sur les Slaves dans les Balkans au début de sa carrière, ce qui lui aurait valu une certaine notoriété.
Dans les années 680, le Califat omeyyade, principal rival de l’Empire byzantin, entre dans une période de guerre civile connue sous le nom de Deuxième Fitna (685-868). Justinien II (r. 685–695) devait profiter de l’instabilité ainsi engendrée pour attaquer son rival affaibli et en 686 il envoie le stratège du thème des Anatoliques, Léonce (le futur empereur), restaurer la tutelle byzantine sur l'Arménie byzantine et l'Ibérie, zone disputée alors entre les Arabes et les Khazars, après quoi il se dirige vers l’Albanie du Caucase. Le succès de ces campagnes devait forcer le calife Abd Al-Malik à solliciter la paix, acceptant de partager avec les Byzantins les taxes levées sur les territoires omeyyades d’Arménie, d’Ibérie et de Chypre ainsi que de renouveler un traité signé sous Constantin IV (r. 668–685) qui prévoyait un tribut hebdomadaire de mille pièces d’or, d’un cheval et d’un esclave.

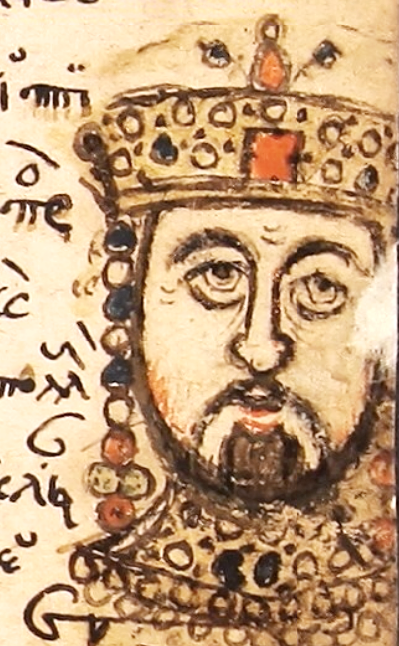
Portrait de Tibère III dans le Mutinensis gr. 122.

Persuadé que le califat est encore en état d’infériorité, Justinien devait l’envahir à nouveau en 692, mais il est défait à la bataille de Sébastopolis lorsqu’un grand nombre de Slaves font défection et se rangent du côté des Omeyyades. Il n'est d'ailleurs pas exclu que Léonce ait participé à la campagne car il est ensuite emprisonné, peut-être rendu responsable,. Surtout, cette défaite marque le retour en force des Omeyyades. Ils reprennent également leurs raids en Afrique du Nord en vue de s’emparer de Carthage, capitale de l’exarchat du même nom. Face à ces difficultés, en 695, Justinien rappelle Léonce,. Le jour même de sa libération, Léonce s'empare du pouvoir : après avoir été amené à l’Hippodrome pour y avoir le nez coupé, Justinien est exilé à Cherson, enclave byzantine de Crimée,.

### La révolte et la prise du pouvoir
En 696, les Omeyyades reprennent leurs attaques contre l’exarchat de Carthage qu’ils réussissent à capturer l’année suivante. L’empereur Léonce dépêche alors Jean le Patricien pour reprendre la ville. Il est placé à la tête d'un corps expéditionnaire comprenant la flotte centrale, les Karabisianoi, appuyée notamment par le contingent régional des Cibyrrhéotes, nouvellement formé. C'est au sein de celui-ci que Tibère participe à cette campagne. En dépit d'un succès initial obtenu par la surprise, vraisemblablement à l'automne 697, les Arabes reprennent bien vite la ville grâce à des renforts arrivés entretemps, ce qui force Jean le Patricien à se réfugier en Crète, peut-être pour y regrouper ses forces ou attendre des renforts. Craignant la vengeance de l’empereur ou honteux à l'idée de revenir vaincus, un groupe d’officiers s’empare de leur commandant, le tue et proclame alors Apsimar comme nouvel empereur, lequel prend comme nom de règne « Tibère », à la sonorité plus impériale. Au-delà de ce contexte de difficultés aigües pour l'Empire, la prétention impériale de Tibère met en exergue les mutations de la marine byzantine. Avec les défaites face aux Arabes, celle-ci a été profondément réformée. Le corps des Cibyrrhéotes dont Tibère est un officier, apparaît d'ailleurs à l'occasion de son soulèvement. Il a donc été tout récemment créé, soit par Justinien, soit par Léonce, dans la lignée de la création elle-même relativement récente du corps centralisé des Karabisianoi, auquel sont subordonnés les Cibyrrhéotes. Surtout, Tibère peut profiter du rassemblement d'une force armée certainement importante, composée autant de soldats que de marins, précieux pour prétendre s'emparer de Constantinople, située sur une presqu'île. Un historien comme Walter E. Kaegi a mis en évidence l'importance du contrôle d'une flotte pour prétendre s'imposer par la force et la récurrence de séditions de tout ou partie de la marine byzantine dans le contexte troublé des Années de chaos, au-delà même du rôle souvent attribué aux contingents terrestres asiatiques, qui ne peuvent à eux seuls espérer emporter la décision.
En outre, Tibère bénéficie de la légitimité encore fragile de Léonce, empereur depuis seulement trois ans et parvenu au pouvoir au terme d'une usurpation. En l'absence de prétendant au trône solidement établi, il est alors tentant pour un général ou un officier de s'appuyer sur une force suffisante pour tenter de prendre le pouvoir.
Quoi qu'il en soit, Tibère réunit une flotte et fait voile vers Constantinople où sévit une épidémie de peste qui en fragilise la défense. Il se dirige alors vers le port de Sykai sur la Corne d’Or d’où il commence le siège de la ville,. La chronologie exacte est inconnue mais le siège dure vraisemblablement du printemps à la fin de l'été 698, pendant moins de six mois. Malgré une population plutôt favorable à Léonce, Constantinople finit lui ouvrir ses portes. Les circonstances exactes restent là aussi obscures. Selon Théophane le Confesseur, ce sont des officiers d'origine étrangère ou provinciale qui ouvrent les portes du rempart des Blachernes, tandis que Nicéphore de Constantinople évoque la corruption par Tibère de la garnison locale. Tibère peut alors déposer Léonce pendant que ses troupes se livrent au pillage de la cité. Comme Justinien II avant lui, Léonce a le nez coupé, après quoi il est envoyé vivre au monastère de Psamathion à Constantinople. Selon Michel le Syrien, citant lui-même une source anonyme syriaque, Tibère aurait justifié son usurpation en disant :

« Tout comme Justinien [II] fut privé du pouvoir en raison de sa mauvaise gestion de l’Empire romain, en particulier pour avoir pillé Chypre et brisé la paix avec les Arabes, jetant la ruine sur de nombreux territoires romains, et autres choses du même genre, ainsi Léonce pourtant porté au trône pour avoir été un homme d’envergure, fut renversé pour avoir sombré dans le même genre de folie. »

Une fois le pouvoir acquis, Tibère III est couronné par le patriarche Callinique Ier de Constantinople. Par ailleurs, une source anonyme, l’Anecdota Bruxellensia, évoque une alliance avec la Faction des Verts, régulièrement impliquée dans le jeu politique byzantin mais il faut surtout y voir l'affirmation du rôle devenu cérémoniel de ces Factions, plus qu'un soutien actif. En l'occurrence, Tibère semble avoir été proclamé empereur par les Verts, avant son couronnement formel,.

## Le règne

### La lutte contre les Arabes

Le califat omeyade en 750 (sa plus grande extension).

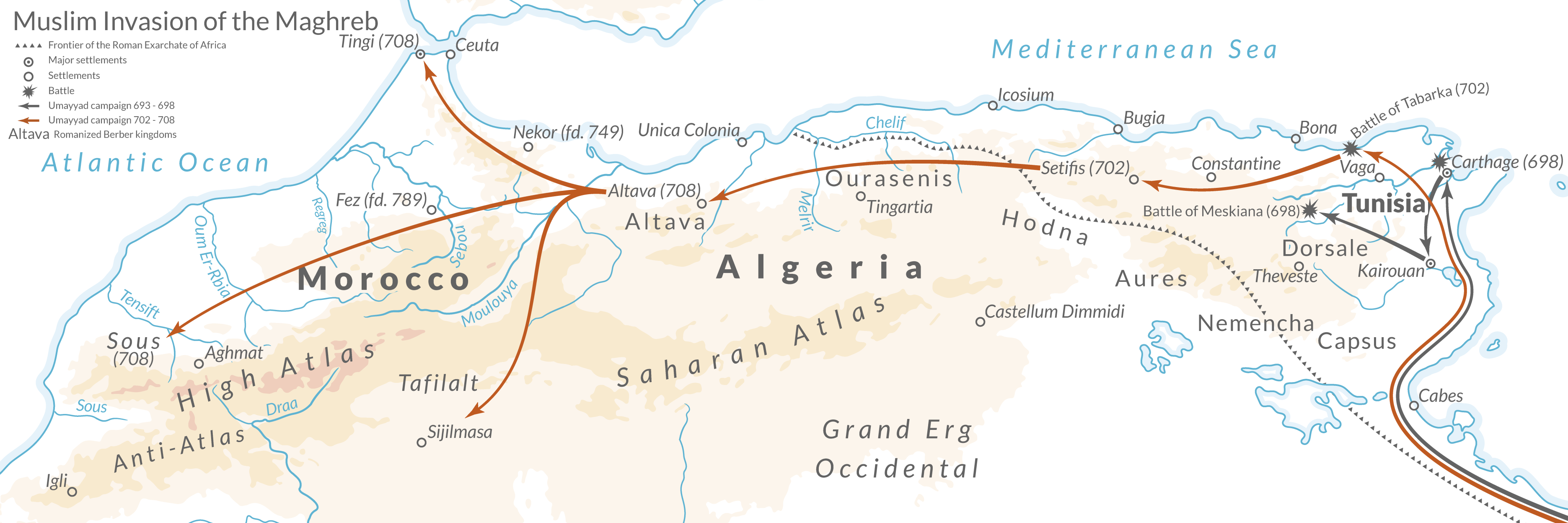
Carte de la conquête musulmane du Maghreb, faisant figurer la prise de Carthage en 698. Il est possible que des garnisons byzantines isolées subsistent après cette date.

L’ensemble de son règne devait se révéler une lutte permanente contre les Arabes, même s'il abandonne très vite toute veilléité de reconquête de l'Afrique byzantine, marquée par la destruction de Carthage. La résistance aux Arabes ne devient alors le fait que de bastions byzantins isolés et des Berbères, menés notamment par la reine Kahina. L'empereur préfère se porter contre le califat à la frontière orientale de l’empire. Il nomme son frère Héraclius patrice et monostrategos (général en chef) des thèmes d’Anatolie,,,. Ce poste spécial occupé par Héraclius peut tout à la fois signifier que Tibère III souhaite un contrôle étroit sur les contingents asiatiques autant qu'un commandement unifié, possible gage d'efficacité face aux forces arabes. Par ailleurs, dans un contexte d'usurpations devenues fréquentes et de mutineries, Tibère a pu préférer s'appuyer sur un proche parent, à la loyauté éprouvée. Ce choix s'avère d'ailleurs plutôt payant car Héraclius remporte quelques succès d'ampleur, bien qu'insuffisants pour stopper les velléités expansionnistes des Omeyyades,. Ainsi, il envahit la Cilicie à l’automne 698 en passant par les montagnes du Taurus, pour se diriger vers le nord de la Syrie. Après avoir défait l’armée arabe envoyée d’Antioche, il fait des raids jusqu’à Samosate avant de se retirer en territoire byzantin au printemps 699,,,. Héraclius profite alors également de conflits internes au califat, notamment la révolte d'Abd er-Rahman ibn Mohammed ibn el-Achath, qui nécessite l'envoi de forces importantes pour y mettre un terme entre 699 et 701.
Les succès d’Héraclius provoquent malgré tout une série d’attaques punitives de la part des Arabes, dès lors que le front intérieur du califat est stabilisé. Dès 701, Abdallah ibn Abd al-Malik mène une campagne de représailles qui ne cause que peu de dommages aux Byzantins mais permet peut-être la prise de Théodosiopolis,. Les Arabes se tournent alors vers l'Arménie et le général Muhammad ibn Marwan conduit des campagnes qui mènent à la conquête de l’Arménie byzantine vers 701-703, campagnes auxquelles Héraclius ne peut répondre efficacement. Toutefois, les Arméniens eux-mêmes se révoltent contre les Arabes et font appel aux Byzantins, dont des troupes semblent intervenir en Arménie. Abdallah ibn Abd al-Malik se remet en campagne en 703-704 pour reprendre le contrôle de l’Arménie, non sans une féroce répression. Les sources, en particulier Théophane, sont alors un peu confuses sur les réactions byzantines. Héraclius aurait d'abord vaincu une armée omeyyade à Cilicie. Toutefois, Théophane est le seul à rapporter cette bataille. Il a peut-être confondu celle-ci avec un autre engagement contre Yazid ibn Hunain, intervenu l'année suivante aux alentours de Sisium, qui est également une victoire byzantine, auquel cas il n'y aurait eu qu'une seule bataille. Dans tous les cas, ces efforts sont insuffisants pour empêcher Abdallah ibn Abd al-Malik de reconquérir l’ensemble de l’Arménie,.

### Un règne largement méconnu
Conscient du danger que l’Empire omeyyade représentait pour Byzance, Tibère tente de renforcer l’armée byzantine en réorganisant ses structures ainsi que celles du thème des Cibyrrhéotes et fait réparer les murailles de Constantinople. Il porte également une attention spéciale à Chypre, désormais sous-peuplée depuis qu’une bonne partie de sa population a été déplacée vers la région de Cyzique sous Justinien. Il parvient à négocier une entente avec Abd al-Malik en 698 ou 699 pour permettre aux Chypriotes qui ont été emmenés en Propontide ainsi qu’à ceux que les Arabes ont emmenés en Syrie de retourner chez eux. Enfin, il renforce la garnison de l’ile avec des troupes de Mardaïtes venues des montagnes du Taurus.
Les sources arméniennes, en particulier Ghévond, qui fait d'ailleurs de Tibère et d'Apsimar deux souverains distincts, mentionnent un affrontement entre une armée arménienne dirigée par Smbat VI Bagratouni et une armée byzantine envoyée par Apsimar, vraisemblablement vers 698 ou 699 et dont l'issue, à l'avantage des Byzantins, est surtout coûteuse en vies humaines pour les deux camps. Cet épisode fait suite à la défection de Smbat du camp byzantin. Cependant, plus tard, le même Smbat VI, probablement affaibli par les guerres contre les Arabes, semble trouver refuge auprès des Byzantins et recevrait de Tibère le titre de curopalate, illustrant la versatilité des relations byzantino-arméniennes,.
Michel le Syrien est le seul chroniqueur à mentionner une attaque des Slaves, victorieusement repoussée par Tibère. Plusieurs historiens, dont Andreas Stratos, préfèrent y voir une confusion avec les campagnes des années précédentes, en particulier sous Justinien II voire Constantin IV et Walter Kaegi suppose que Tibère a pu y participer.
Comme souvent dans cette période troublée où les empereurs se succèdent à un rythme de plus en plus effréné, Tibère III soigne son iconographie monétaire pour imposer un style distinctif. Son visage est nettement différent de celui de son prédécesseur et il reprend le style guerrier des monnaies de Constantin IV, tenant une lance mais devant lui et non derrière, ainsi qu'un bouclier. En revanche, sur le revers, il garde la Croix, traditionnelle depuis son homonyme Tibère II Constantin (r. 578–582), remplacée un temps par la figure du Christ sous Justinien II.
- Différentes monnaies de Tibère III

"Différentes
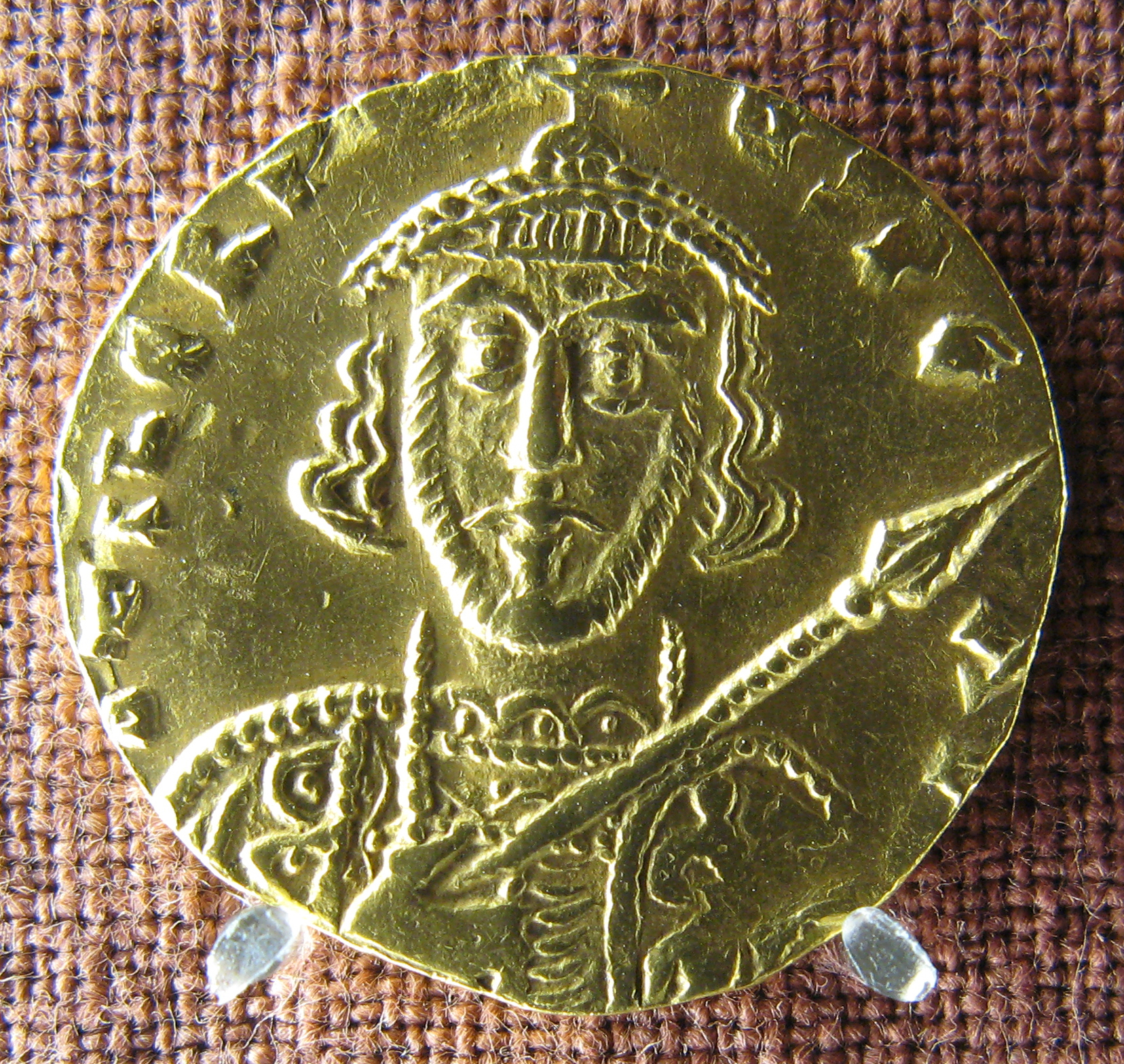
Zoom sur la face d'un solidus représentant Tibère, au visage élancé et tenant la lance.
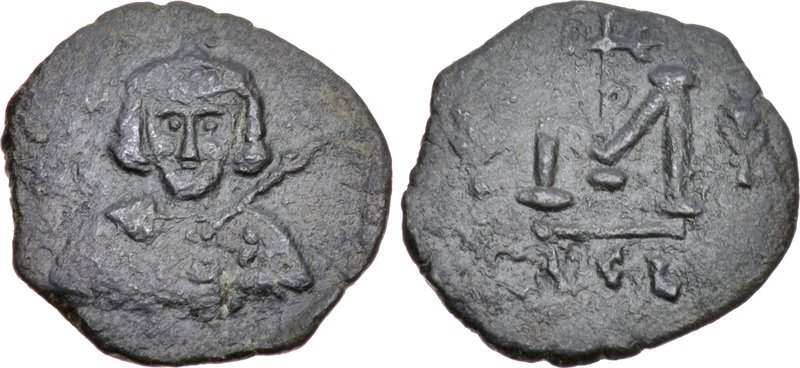
Follis représentant Tibère III.
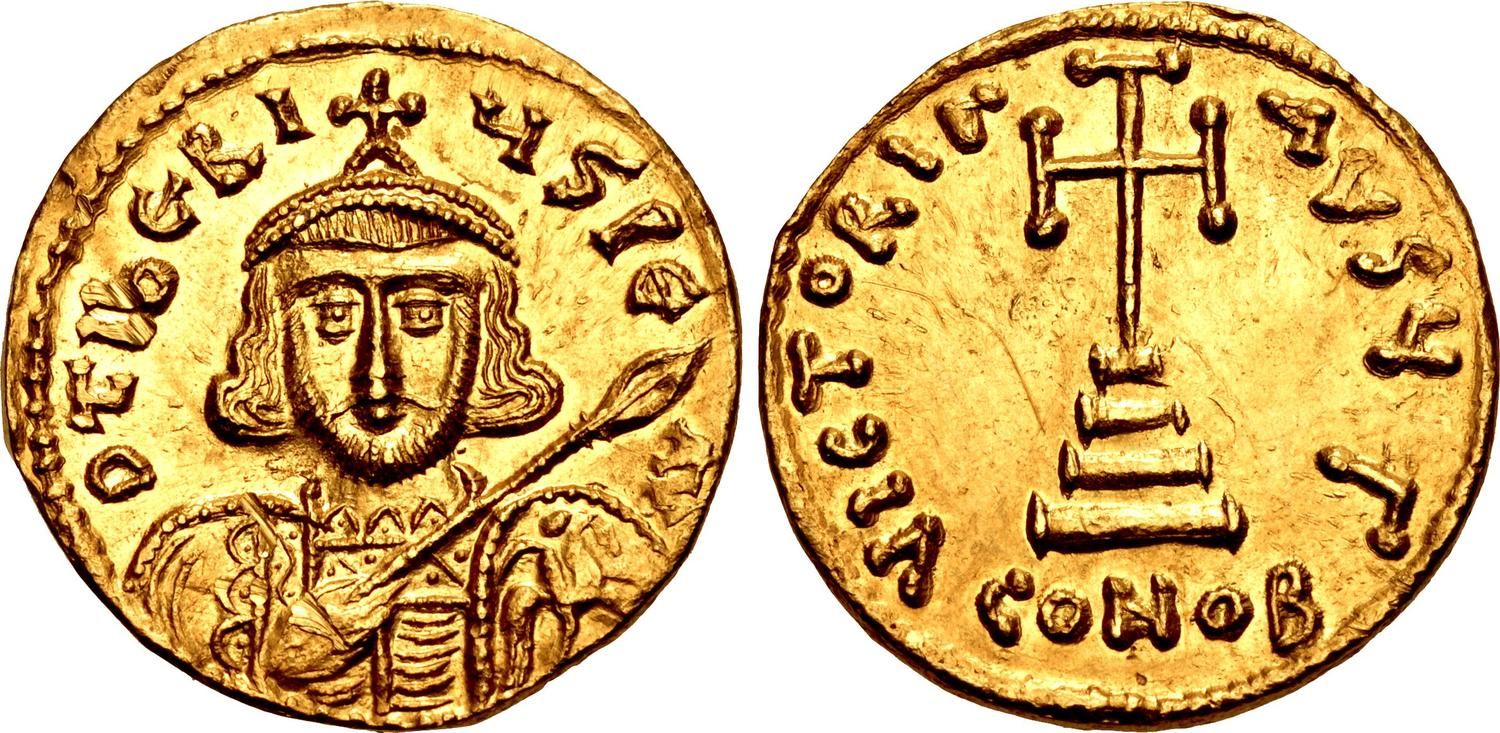
Solidus émis sous Tibère III.

### La politique italienne
La politique religieuse de Tibère III est méconnue mais ses relations avec le pape Jean VI semblent compliquées. Dans un contexte d'autonomisation croissante du duché de Rome, dirigé de facto par le pape, la nomination de Théophylacte comme exarque de Ravenne en 701 provoque un début de soulèvement de la garnison romaine quand il se présente dans la cité, seulement calmé par l'intervention papale. Les raisons en sont inconnues mais sont peut-être liées à la volonté de Théophylacte de restaurer l'autorité byzantine sur Rome. Il est même possible qu'il ait eu pour mission de contraindre le pape à signer les Actes du concile quinisexte, rejetés par Rome. Andreas Stratos préfère voir dans ce soulèvement des raisons économiques, liées à l'appauvrissement de la région ou à la pression fiscale. Cette autonomie papale s'incarne également dans le fait que Jean VI négocie séparément avec les princes lombards, dont la pression est sans cesse croissante sur les possessions byzantines de la péninsule. Ainsi, vers la fin du règne de Tibère III, Gisulf Ier de Bénévent prend plusieurs cités du Latium comme Sora ou Arpino, avant de parvenir à un accord avec le pape. En revanche, dans le contexte de la chute de l'Afrique byzantine et de la menace lombarde, Tibère III pourrait avoir joué un rôle dans la réorganisation administrative de l'Italie. Ainsi, la Sardaigne, jusque-là rattachée à l'Afrique byzantine est désormais directement rattachée à Constantinople, sous la forme d'un archontat dont le gouverneur ne dispose toutefois pas de prérogatives aussi larges qu'un stratège (gouverneur de thème), attestant de l'isolement croissant de l'île. De même, l'île de Sicile est détaché de l'exarchat de Ravenne, sûrement dès Justinien II mais cette île est en revanche bien mieux intégrée à l'Empire et Tibère y nomme d'ailleurs un de ses proches, Théophylacte, comme stratège avant de le faire exarque de Ravenne,.
Par ailleurs, au-delà de la province romaine, la région de Venise connaît peut-être un début d'autonomisation par rapport au pouvoir byzantin sous Tibère. En effet, c'est souvent en 697 ou 698 qu'est datée l'apparition du duché de Venise, dans lequel le gouverneur de la cité est désormais nommé localement, même si l'empereur doit être d'accord. Ainsi, Paolo Lucio Anafesto est le premier doge connu, avec beaucoup d'incertitudes sur sa biographie.

## La chute
Tibère devait aussi faire face à des problèmes intérieurs. C’est ainsi qu’il est amené à exiler le futur empereur Philippicos Bardanès (r. 711-713), le fils d’un patricien, sur l’ile de Céphalonie parce que, aux dires du chroniqueur Théophane le Confesseur, il aurait fait courir la rumeur qu’il s’était vu en rêve devenir empereur.
Surtout, en Crimée, Tibère doit composer avec la présence de Justinien, toujours exilé. Là, l'ancien empereur semble avoir entretenu ses ambitions impériales au travers d'un réseau de fidèles. Toutefois, les autorités locales, peut-être à la demande de Tibère, tentent de s'emparer de lui vers 703-704 mais le projet est éventé et Justinien parvient à s'enfuir à Phanagoria, auprès des Khazars dont il a épousé la fille du khan. Inquiet, Tibère s'efforce alors de détourner de lui ce puissant allié. Il y parvient et le khan envoie des hommes tuer Justinien mais, une fois encore et grâce à sa femme, il est prévenu à temps et peut s'enfuir, non sans avoir tué les deux sicaires. Cette fois, au terme d'un périple maritime, c'est vers le khan des Bulgares Tervel qu'il se réfugie à la fin de l'année 704. Celui-ci accepte une alliance contre la promesse du titre de « césar » et la main de la fille de Justinien. Il met à sa disposition une armée de quinze mille hommes pour récupérer son trône. Vers l'été 705, Justinien apparaît ainsi devant Constantinople après avoir évité l'armée commandée par Héraclius et envoyée contre lui. Pendant trois jours, il stationne devant la cité impériale avec l'armée bulgare mais il essuie l'hostilité de la population qui refuse de le soutenir. Alors, il utilise une ancienne canalisation et réussit à s’infiltrer dans la ville, prenant rapidement le quartier des Blachernes. Quoiqu'imprécise et variant selon les sources, la date de l'événement semble être le 21 août 705,.
Apprenant la chose, Tibère III s’enfuit à Sozopolis de Bithynie ; la population préfère se rendre à son ancien empereur plutôt que d’être livrée aux Bulgares qui accompagnent Justinien,. Là, Tibère réussit à échapper à ses poursuivants pendant plusieurs mois avant d’être capturé et ramené à Constantinople alors que Léonce est sorti de son monastère,. Après avoir paradé enchaînés dans les rues de la capitale, les deux hommes sont forcés de se coucher devant l'empereur au sein de l'Hippodrome de Constantinople, lors des jeux consulaires. L'évènement intervient probablement le 15 février 706. À l'occasion de cette humiliation publique, un verset du Psaume 91 aurait été déclamé par la foule : « Tu marcheras sur le lion et sur l’aspic, tu fouleras le lionceau et le dragon ». Une fois cela fait, Léonce et Tibère sont décapités dans le quartier de Kynegion et leurs cadavres jetés à la mer mais ils auraient été récupérés et enterrés dans une église de l'île de Prote,.

## Descendance

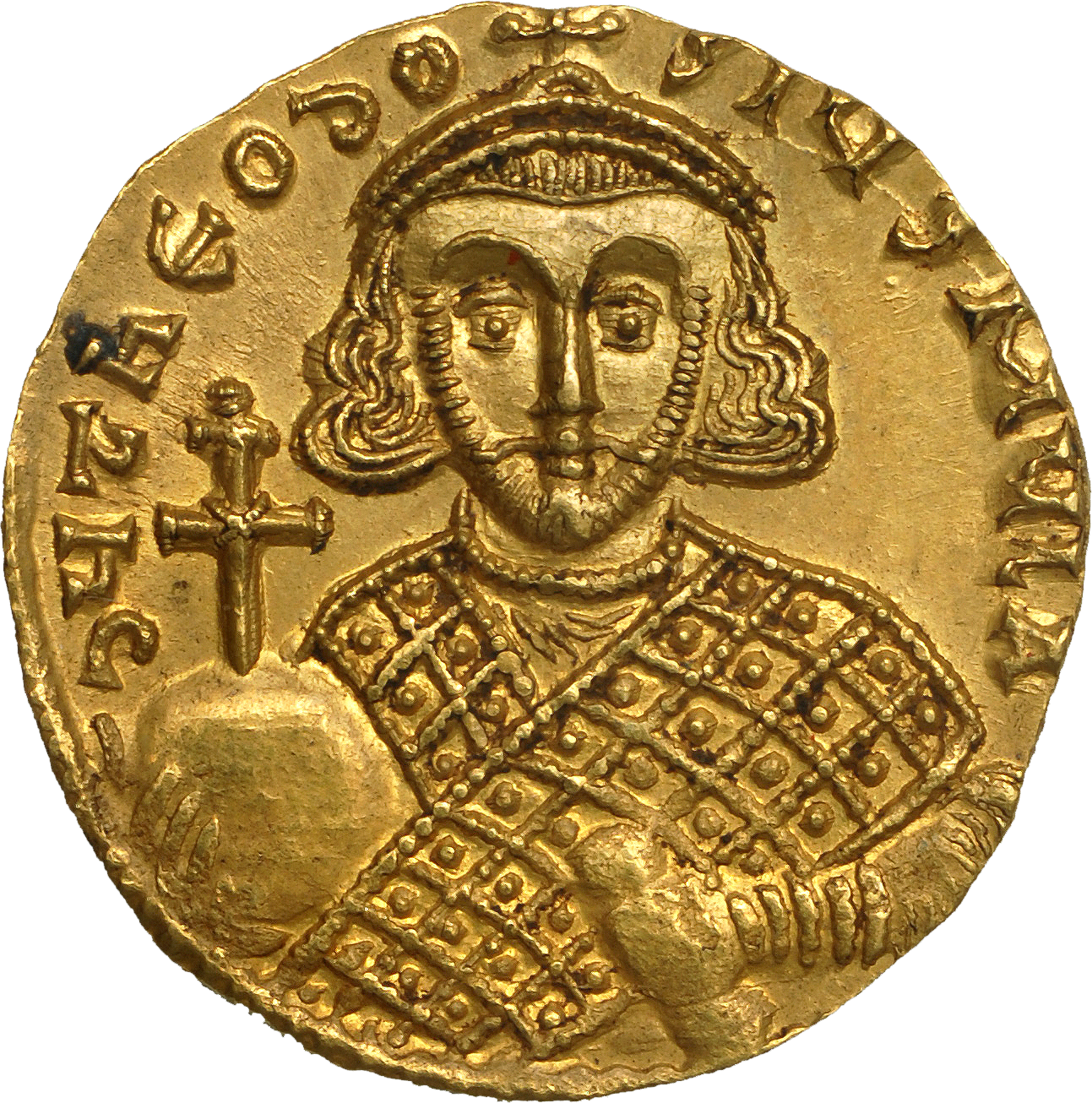
Face d'un solidus représentant Théodose III, l'un des successeurs de Tibère, parfois considéré, vraisemblablement à tort, comme son fils Théodose.

Tibère a un fils, Théodose, qui, épargné par Justinien II, devint évêque d’Éphèse en 729 et préside le premier concile iconoclaste de Hiéreia en 754,. Il est le conseiller et confident des empereurs iconoclastes Léon III (r. 717–741) et Constantin V (r. 741–775). Selon l’historien Graham Sumner, ce Théodose n’aurait été autre que l’empereur Théodose III (r. 715–717). Il appuie sa théorie sur le fait que tous deux auraient détenu l’évêché d’Éphèse au même moment, l’empereur Théodose III devenant évêque d’Éphèse vers 729 après avoir été déposé par Léon III. Cela expliquerait le choix en apparence surprenant de Théodose III comme empereur par la troupe mutinée, qui aurait pu s'appuyer sur l'ascendance impériale du personnage pour le légitimer. Cyril Mango et Roger Scott considèrent cette identification comme chronologiquement improbable. Selon la Vie d'Étienne le Jeune, le métropolite Théodose d'Éphèse est toujours en vie et actif en 763. Il serait alors improbable qu'il s'agisse du même homme que Théodose III, dont la longévité aurait alors été très grande. Il serait plus probable que Théodose III, tout en ayant bien un rôle religieux à Éphèse, n'en aurait pas été évêque, auquel cas, il n'est donc pas le fils de Tibère III.